# قطعنامه ۱۹۴۹ شورای امنیت
قطعنامه ۱۹۴۹ شورای امنیت سازمان ملل متحد که در تاریخ ۲۳ نوامبر ۲۰۱۰ تصویب شد، سندی بین‌المللی دربارهٔ بررسی وضعیت در گینه بیسائو است. این قطعنامه طی نشست ۶۴۲۸ام با ۱۵ رای موافق، ۰ مخالف و ۰ ممتنع تصویب شد.